# Zuidhorn
Zuidhorn (en groninguès, Zuudhörn) és un municipi de la província de Groningen, al nord dels Països Baixos. L'1 de gener del 2009 tenia 18.521 habitants repartits sobre una superfície de 128,37 km² (dels quals 2,76 km² corresponen a aigua). Limita al nord amb De Marne i Winsum, a l'est amb Kollumerland en Nieuwkruisland, a l'est amb Groningen i al sud amb Achtkarspelen, Grootegast i Leek.

## Centres de població
| Nom        | Població (2008) |
| ---------- | --------------- |
| Aduard     | 2.360           |
| Briltil    | 442             |
| Den Ham    | 263             |
| Den Horn   | 425             |
| Grijpskerk | 2.809           |
| Kommerzijl | 592             |
| Lauwerzijl | 224             |
| Niehove    | 294             |
| Niezijl    | 475             |
| Noordhorn  | 1.584           |
| Oldehove   | 1.648           |
| Pieterzijl | 224             |
| Saaksum    | 107             |
| Visvliet   | 367             |
| Zuidhorn   | 6.559           |

## Administració
El consistori actual, després de les eleccions municipals de 2007, és dirigit pel conservador Bertus Fennema. El consistori consta de 17 membres, compost per:
- Partit del Treball, (PvdA) 4 escons
- Crida Demòcrata Cristiana, (CDA) 4 escons
- GroenLinks, 3 escons
- ChristenUnie, 4 escons
- Partit Popular per la Llibertat i la Democràcia, (VVD) 2 escons